# Идеал (етика)
Идеал је највиши стандард, мера савршенства и потпуности. Идеал је замисао или представа максималне вредности, савршенства, најпожељнијег стања ствари, којем се непрестано тежи, али се никада у потпуности не достиже. У Фројдовој психоанализи, то је идеални Его, у Адлеровој индивидуалној психологији, идеја водиља или највиши циљ којем се стреми и који даје јединство личности; у Јунговој комплексној психологији, Сопство као крајњи циљ индивидуације, а у Масловљевој, стање самоактуализације. Од личности, њеног образовања и искуства зависи ком ће идеалу тежити.
Идеално је оно што задовољава највиша и најстрожа мерила, узорно, савршено, најпожељније, најпотпуније, идентично идеалу. Замишљено, нестварно, што постоји само у мислима.